# Victorialand
Albums de Cocteau Twins
Treasure Blue Bell Knoll
Victorialand est un album des Cocteau Twins, édité en 1986 par le label indépendant britannique 4AD. Le titre du disque fait référence à la Terre Victoria, une région de l'Antarctique.
L'album est réalisé par Robin Guthrie et Elizabeth Fraser, alors que Simon Raymonde participe à l'enregistrement de Filigree and Shadow, second album du collectif This Mortal Coil.
Sur ce disque Guthrie utilise une guitare acoustique et un processeur d'effets Eventide SP2016. Richard Thomas, du groupe Dif Juz, accompagne le duo au saxophone soprano sur Lazy Calm et joue du tablâ, un instrument à percussion Indien, sur Feet-Like Fins.
La semaine de sa sortie, Victorialand se classe à la 10e place du hit-parade britannique,.
Plusieurs titres de cet album sont également disponibles sur d'autres disques des Cocteau Twins. Un remix de Feet-Like Fins par Mark Clifford du groupe Seefeel figure sur le EP Otherness, sorti en 1995. Des versions remasterisées de Lazy Calm et The Thinner the Air se trouvent sur la compilation Stars and Topsoil, éditée en 2000. Victorialand a été remasterisé en 2003 à l'occasion de sa réédition par 4AD.
Stuart Murdoch du groupe Belle and Sebastian, interrogé en 2004 par l'hebdomadaire britannique The Observer, fait figurer Victorialand à la seconde place (après un album de Felt) parmi ses dix albums favoris.

## Liste des morceaux
1. Lazy Calm
2. Fluffy Tufts
3. Throughout the Dark Months of April and May
4. Whales Tails
5. Oomingmak
6. Little Spacey
7. Feet-Like Fins
8. How to Bring a Blush to the Snow
9. The Thinner the Air

Toutes les musiques ont été composées par Elizabeth Fraser et Robin Guthrie.